# Llista de topònims de Trasserra
Llista de topònims (noms propis de lloc) de Trasserra (Rosselló).
Informació actualitzada per un bot. Els canvis manuals es perdran quan s'actualitzi!

## església
| imatge | Nom                       | Ubicat a  | instància de | Detalls                                                                                   | coordenades                                                             | Protecció | Commons (més fotos)               | Dades a WD                    |
| ------ | ------------------------- | --------- | ------------ | ----------------------------------------------------------------------------------------- | ----------------------------------------------------------------------- | --------- | --------------------------------- | ----------------------------- |
|        | Sant Esteve de Nidoleres  | Tresserra | església     | Estil: arquitectura romànica Estat: ruïnós Dedicat a: Esteve màrtir                       | 42° 32′ 36″ N, 2° 51′ 47″ E / 42.5432222222°N,2.86319444444°E 59.5 msnm |           |                                   | Modifica les dades a Wikidata |
|        | Sant Sadurní de Trasserra | Tresserra | església     | Estil: arquitectura romànica Anomenat per: Sadurní de Tolosa Dedicat a: Sadurní de Tolosa | 42° 33′ 49″ N, 2° 49′ 48″ E / 42.5636°N,2.82994°E 141.8 msnm            |           | Église Saint-Saturnin (Tresserre) | Modifica les dades a Wikidata |

## Misc
| imatge | Nom                           | Ubicat a                      | instància de                                      | Detalls                                                   | coordenades | Protecció | Commons (més fotos)    | Dades a WD                    |
| ------ | ----------------------------- | ----------------------------- | ------------------------------------------------- | --------------------------------------------------------- | --- | --------- | ---------------------- | ----------------------------- |
|        | Nidoleres                     | Tresserra                     | vilatge                                           |                                                           | 42° 32′ 28″ N, 2° 51′ 33″ E / 42.54122222°N,2.85916667°E                                                                                              |           |                        | Modifica les dades a Wikidata |
|        | Tec                           | Pirineus Orientals            | riu                                               | Desemboca: mar Mediterrània Llarg: 84.1km Conca: 721km²   | 42° 35′ 25″ N, 3° 02′ 42″ E / 42.59027778°N,3.045°E 42° 25′ 22″ N, 2° 19′ 20″ E / 42.4229°N,2.3223°E 42° 35′ 21″ N, 3° 02′ 42″ E / 42.5893°N,3.0451°E |           | Tech (river)           | Modifica les dades a Wikidata |
|        | Viaducte del Tec              | Montesquiu d'Albera Tresserra | viaducte d'una línia ferroviària d'alta velocitat | Travessa: Tec Hi passa: LAV Perpinyà-Figueres Llarg: 392m | 42° 32′ 07″ N, 2° 51′ 23″ E / 42.53529256956102°N,2.8563050685558307°E                                                                                |           |                        | Modifica les dades a Wikidata |
|        | Vila fortificada de Trasserra | Tresserra                     | avantmuralla                                      |                                                           | 42° 33′ 50″ N, 2° 49′ 46″ E / 42.563788°N,2.829556°E                                                                                                  |           |                        | Modifica les dades a Wikidata |
|        | casa de la vila de Trasserra  | Tresserra                     | instal·lació Ús: seu del govern local             |                                                           | 42° 33′ 46″ N, 2° 49′ 43″ E / 42.5627078646664°N,2.82869439896136°E fr:66300 TRESSERRE                                                                |           | Town hall of Tresserre | Modifica les dades a Wikidata |